# Hedyotis tavoyensis
Hedyotis tavoyensis är en måreväxtart som beskrevs av Nambiyath Puthansurayil Balakrishnan. Hedyotis tavoyensis ingår i släktet Hedyotis och familjen måreväxter.
Artens utbredningsområde är Burma. Inga underarter finns listade i Catalogue of Life.